# Gladiolus manikaensis
Gladiolus manikaensis är en irisväxtart som beskrevs av Peter Goldblatt. Gladiolus manikaensis ingår i släktet sabelliljor, och familjen irisväxter. Inga underarter finns listade i Catalogue of Life.